# Piacenza Sportiva 1934-1935
Questa pagina raccoglie le informazioni riguardanti il Piacenza Sportiva nelle competizioni ufficiali della stagione 1934-1935.

## Stagione
Nella stagione 1934-1935 il Piacenza ha disputato il girone E dell'ultimo campionato di Prima Divisione. Con 31 punti in classifica si è piazzato in quarta posizione ottenendo con questo risultato l'ammissione al nuovo torneo di Serie C; il campionato di Prima Divisione è stato vinto con 38 punti dalla Reggiana che ha disputato le finali nazionali perdendo lo spareggio promozione con il Siena.
Dopo la mancata promozione per un solo punto il Piacenza si ritrova in ristrettezze economiche, ed è costretto a impoverire i propri ranghi. La formazione di Carlo Corna si priva dei suoi elementi di spicco, puntando sui piacentini rimasti e sui giovani. Al centro dell'attacco il giovane castellano Carlo Girometta non deluderà le attese realizzando 14 reti in campionato, ben sostenuto al suo fianco da Giuseppe Chiesa con 10 centri. A dicembre si infortuna il centromediano Antonio Benassi ed il ruolo di titolare viene affidato al sedicenne Sandro Puppo, per lui sarà il trampolino di lancio verso la Serie A. Sono queste le premesse di un campionato che si prospetta difficile per i piacentini, anche perché l'ennesima riforma dei campionati prevede che solo le prime sei classificate, nella prossima stagione disputeranno il nascente campionato di Serie C, mentre solo la prima di questo campionato andrà a giocarsi la promozione in Serie B. I biancorossi a sorpresa disputano un onorevole torneo, con un eccellente girone di ritorno che con il quarto posto ottenuto, permette al Piacenza di acciuffare l'ammissione alla nuova Serie C.

## Rosa
| N. |                   | Ruolo | Calciatore         |
| -- | ----------------- | ----- | ------------------ |
|    | Italia (bandiera) | A     | Alceste Arata      |
|    | Italia (bandiera) | P     | Alberto Barbieri   |
|    | Italia (bandiera) | D     | Antonio Benassi    |
|    | Italia (bandiera) | D     | Angelo Benedetti   |
|    | Italia (bandiera) | A     | Giuseppe Chiesa    |
|    | Italia (bandiera) | D     | Rodolfo Covaccini  |
|    | Italia (bandiera) | A     | Bruno Curtoni      |
|    | Italia (bandiera) | C     | Costantino Falconi |
|    | Italia (bandiera) | D     | Carlo Ferrari      |
|    | Italia (bandiera) | C     | Eliseo Fermi       |
|    | Italia (bandiera) | A     | Carlo Girometta    |

| N. |                   | Ruolo | Calciatore         |
| -- | ----------------- | ----- | ------------------ |
|    | Italia (bandiera) | C     | Giambattista Gobbi |
|    | Italia (bandiera) | C     | Alessandro Golzi   |
|    | Italia (bandiera) | D     | Giulio Loranzi     |
|    | Italia (bandiera) | C     | Edmondo Mazzocchi  |
|    | Italia (bandiera) | D     | Giulio Modenesi    |
|    | Italia (bandiera) | D     | Sandro Puppo       |
|    | Italia (bandiera) | C     | Carlo Resmini      |
|    | Italia (bandiera) | C     | Renato Tammi       |
|    | Italia (bandiera) | C     | Bruno Valisa       |
|    | Italia (bandiera) | C     | Guglielmo Zanasi   |
|    | Italia (bandiera) | C     | Pietro Zilocchi    |

## Prima Divisione girone E

### Girone di andata
| Arbitro: | Ariotti (Alessandria) |

|                                      |           |               |
| Chiesa 13’ Girometta 70’ Resmini 84’ | Marcatori | 86’ Cosentino |

| Arbitro: | Campi (Ancona) |

|  |           |                      |
|  | Marcatori | 60’ Arata 85’ Chiesa |

| Arbitro: | Gonani (Ravenna) |

|              |           |  |
| Girometta 6’ | Marcatori |  |

| Arbitro: | Piccoli (Bologna) |

|              |           |            |
| Barbieri 85’ | Marcatori | 75’ Valisa |

| Arbitro: | Martelli (Bologna) |

|            |           |            |
| Ravasi 16’ | Marcatori | 33’ Valisa |

| Arbitro: | Baracchi (Firenze) |

|                   |           |             |
| Ortolani 26’, 67’ | Marcatori | 73’ Curtoni |

| Arbitro: | Rubinato (Venezia) |

|                                |           |  |
| Baratella 67’, 68’ Fortini 74’ | Marcatori |  |

| Arbitro: | Perani (Bergamo) |

|  |           |                                     |
|  | Marcatori | 10’ Poli 42’ Del Grosso 65’ Mazzoni |

| Arbitro: | Marsciani (Modena) |

|  |           |              |
|  | Marcatori | 6’ Girometta |

| Arbitro: | Martelli (Bologna) |

|  |           |             |
|  | Marcatori | 44’ Cogolli |

| Arbitro: | Mantovani (Ferrara) |

|                               |           |                               |
| Marcucci 25’, 50’ Fiorani 83’ | Marcatori | 1’, 37’ Tammi 14’, 17’ Chiesa |

| Arbitro: | Inverni (Milano) |

|                               |           |                                  |
| Girometta 12’, 81’ Chiesa 67’ | Marcatori | 22’, 58’ Ballerini 77’ Marazzino |

| Arbitro: | Rovero (Voghera) |

|               |           |                      |
| Girometta 41’ | Marcatori | 9’ Grossi 36’ Mietti |

### Girone di ritorno
| Arbitro: | Violi (Milano) |

|                       |           |                        |
| Grandi 7’, 80’ (rig.) | Marcatori | 5’, 30’, 70’ Girometta |

| Arbitro: | Lazzari (Ferrara) |

|                             |           |                    |
| Chiesa 11’, 81’ Curtoni 88’ | Marcatori | 39’ (rig.) Gaddoni |

| Arbitro: | Goracci (Firenze) |

|                                        |           |  |
| Vezzani 42’ Violi 57’ Q. Montanari 62’ | Marcatori |  |

| Piacenza 17 marzo 1935 17ª giornata | Piacenza            | 0 – 0 | Mantova | Stadio Barriera Genova\| Arbitro: \| Bianchi (La Spezia) \| |
| Arbitro:                            | Bianchi (La Spezia) |       |         |                                                             |

| Arbitro: | Giambone (Venezia) |

|                          |           |            |
| Girometta 37’ Chiesa 49’ | Marcatori | 50’ Ravasi |

| Arbitro: | Cecchini (Venezia) |

|               |           |  |
| Girometta 13’ | Marcatori |  |

| Arbitro: | De Melgazzi (Milano) |

|                                                                 |           |                                    |
| Falconi 10’ Puppo 45’ (rig.) Arata 80’ Girometta 86’ Chiesa 88’ | Marcatori | 19’ Baratella 29’ Fortini 54’ Lega |

| Parma 21 aprile 1935 21ª giornata | Parma                 | 0 – 0 | Piacenza | Stadio Ennio Tardini\| Arbitro: \| Tagliapietra (Padova) \| |
| Arbitro:                          | Tagliapietra (Padova) |       |          |                                                             |

| Arbitro: | Salvatori (Roma) |

|                                                |           |                |
| Gobbi 16’ Chiesa 32’ Falconi 48’ Girometta 57’ | Marcatori | 74’ Codrignani |

| Arbitro: | Candela (Genova) |

|                                     |           |                |
| Liverani 10’ (rig.) 20’, 80’ (rig.) | Marcatori | 60’, 89’ Gobbi |

| Arbitro: | Nocentini (Prato) |

|                                     |           |                       |
| Falconi 9’, 49’, 62’ Gobbi 43’, 70’ | Marcatori | 55’ (rig.) Guandalini |

| Arbitro: | Gondola (Monfalcone) |

|  |           |                         |
|  | Marcatori | 45’ Girometta 64’ Gobbi |

| Arbitro: | Zallone (Bari) |

|                                                 |           |  |
| Pavan 1’, 65’ Montanari 32’ Borgatti 89’ (rig.) | Marcatori |  |